# NGC 480
NGC 480 est une lointaine galaxie spirale située dans la constellation de la Baleine. NGC 480 a été découverte par l'astronome américain Francis Leavenworth en 1886.

## Caractéristiques
Sa vitesse par rapport au fond diffus cosmologique est de 12 569 ± 21 km/s, ce qui correspond à une distance de Hubble de 185 ± 13 Mpc (∼603 millions d'al).